# 독립광장 (타슈켄트)

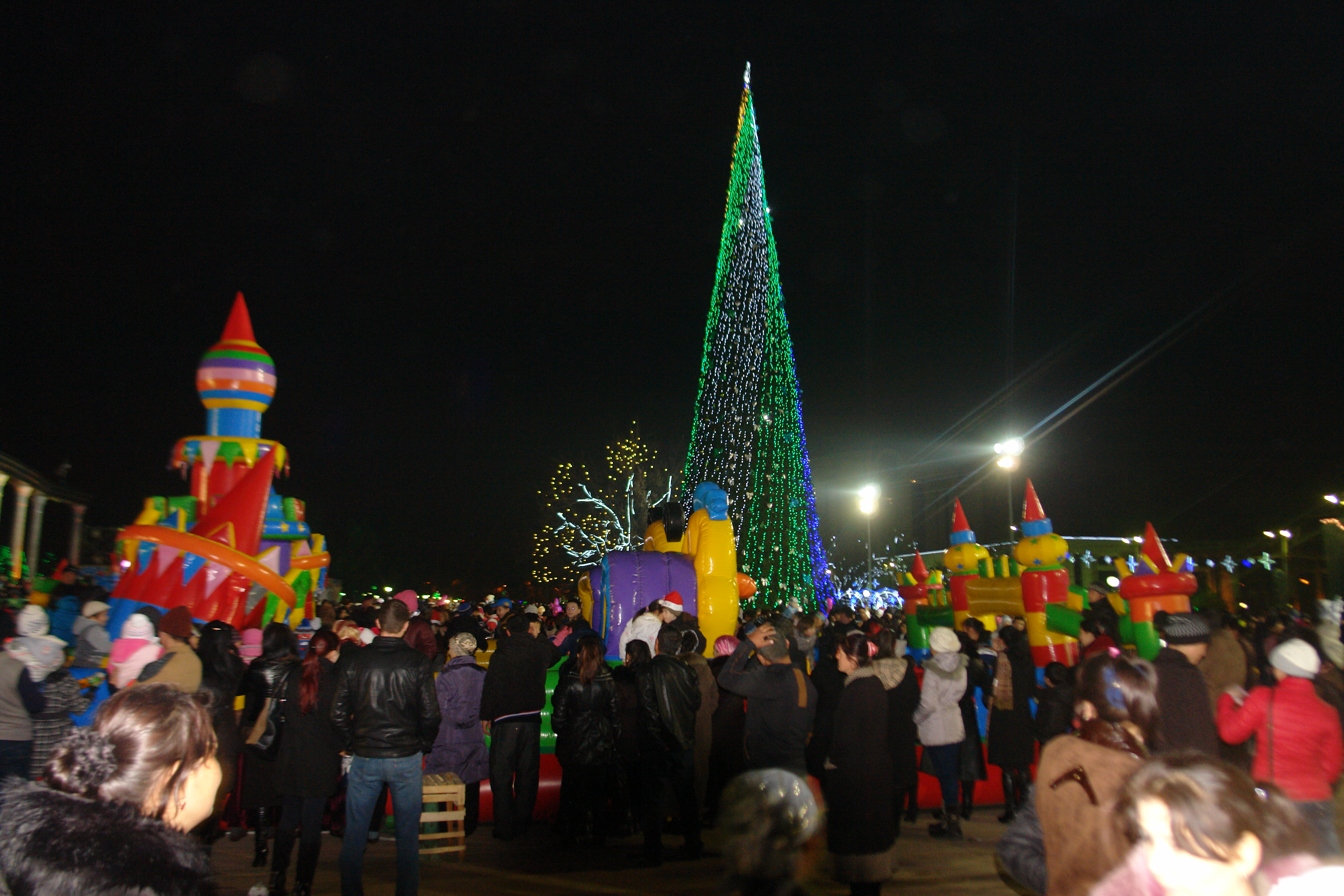
독립광장 (2015년 새해)

독립광장(우즈베크어: Mustaqillik Maydoni)은 우즈베키스탄의 수도 타슈켄트에 있는 광장이다.